# Kipalapala
Kipalapla ist ein Ort in der Region Tabora in Tansania.

## Lage
Kipalapala hat etwa 1500 Einwohner und liegt rund 10 Kilometer südlich von Tabora auf dem Zentralplateau von Tansania in einer Höhe von 1200 Metern.

## St. Paul Seminar
Das ursprünglich 1921 von den Missionaren der Weißen Väter in Utinta am Tanganjikasee gegründete Priesterseminar wurde 1925 nach Kipalapala verlegt. Im Januar 1967 richtete die tansanische Bischofskonferenz die zwei Philosophiezentren Ntungamo und Kibosho ein und verband diese mit St. Paul zu einem Seminarzentrum. Im Herbst des gleichen Jahres wurde das Seminar der Makerere-Universität in Uganda angegliedert. 1988 erfolgte die Angliederung an die Theologische Fakultät der Päpstlichen Universität Urbaniana.

## Persönlichkeiten
- Jean-Baptiste-Frézal Charbonnier, erster Bischof, der in Kipalapa geweiht wurde
- Henry Mchamungu, Weihbischof von Daressalam

- Magnus Mwalunyungu, Bischof und Rektor des Priesterseminars in Kipalapala
- Alphonse Daniel Nsabi, Bischof von Kigoma, studierte in Kipalapala

- Charles Nyamiti, Theologe, studierte am St. Paul Seminar[4]
- August Wilhelm Schynse, Missionar, der in Kipalapa arbeitete